# Paul Simmons
Paul (Paulie) Simmons es un baterista estadounidense. Actualmente, es el baterista de la Reverend Horton Heat y The Prog Rock Orchestra. 
Él antes era más conocido por ser el baterista de Th' Legendary Shack Shakers 2003 a 2005. También fue el baterista en la banda de rock cristiano Petra desde 2003 hasta su retiro en 2005. También ha tocado con varias bandas de rock, incluyendo una gira con Black Oak Arkansas durante la década de 1980. 
Simmons comenzó a tocar la batería a una temprana edad, ensayando con sus hermanos Mike (guitarra) y Jamie (bajo) en varias versiones de bandas.

## Trivia
- El 12 de junio de 2004, se unió a los tres miembros originales de Petra, en un conjunto en el que realizaron toda una serie de canciones de la década de 1970.

- En 2005, participó en la grabación del último álbum en vivo de la banda, Petra Farewell. En un momento del espectáculo, Bob Hartman rompió una cuerda y Simmons emitió un improvisado solo de batería. Desafortunadamente, fue una cosa espontánea, la banda no obtuvo una buena toma de la misma por lo que no se incluyó en el disco o el DVD.

- Simmons estudió desde 1979 hasta 1982 en McGavock Comprehensive High School en Nashville, Tennessee, con la obtención de su diploma de escuela secundaria en 1982.